# Tige de pivoines et Sécateur
Tige de pivoines et Sécateur  est une peinture à l'huile sur toile réalisée par le peintre Français Édouard Manet en 1864, signée en bas à gauche « M ». Elle est actuellement conservée au Musée d'Orsay à Paris.  

## Historique
Il est probable que le peintre a exposé ce tableau avant de l'offrir au critique Théophile Thoré-Burger, catalographe de Vermeer et proche des marchands d'art : le monogramme, la liberté et la légèreté, signalent le tableau pour amateur gourmand à l'œil exercé.

## Analyse
En écho aux compositions religieuses et taurines de l'année 1864,  Manet organise la chute d'une poignée de pivoines qui viennent s'écraser à proximité d'un sécateur aux lames ouvertes, rencontre radicale dont il a le secret. Il réinvestit et repense l'éphémère des choses et des êtres, poncif du genre.
L'année 1864 est celle qui voit apparaître chez Manet les premiers bouquets de pivoine, fleur d'Orient charnue et fragile qui les résume toutes à ses yeux. 
Il joue ici des limites de la toile resserrée, pareille à un lièvre de Jean Siméon Chardin ou à un canard de Jean-Baptiste Oudry, et du renversement vertical de son motif pour rendre poignant le bref éclat de la pivoine avant qu'elle ne meure.

## Exposition
Le tableau est exposé dans le cadre de l'exposition Les Choses. Une histoire de la nature morte au musée du Louvre du 12 octobre 2022 au 23 janvier 2023, parmi les œuvres de l'espace nommé « La vie simple ».